# New Kids Turbo
New Kids Turbo ist ein niederländischer Kinofilm zur Fernsehserie New Kids.

## Handlung
Das niederländische Dorf Maaskantje wäre wohl niemandem ein Begriff, wenn nicht die sich selbst „New Kids“ nennende Proletenbande, bestehend aus den Mittzwanzigern Richard, Robbie, Rikkert, Barrie und Gerrie, für Aufsehen sorgen würde. Ihr Lebensalltag dreht sich um getunte Autos, Bier, Schimpfworte und Schlägereien. Sie tragen Old-School-Outfits kombiniert mit Goldketten, Schnurrbärten, Vokuhila-Frisuren, bunten Pumphosen sowie weiteren Accessoires aus den 1990er Jahren.
Barrie ist seit längerem arbeitslos, doch auch seine Freunde verlieren aufgrund einer Wirtschaftskrise in den Niederlanden sowie ihrer schlechten Leistung von einem Tag auf den anderen ihre Jobs. Weil sie mit ihrem Arbeitslosengeld nicht auskommen, fahren sie zum Arbeitsamt, wo sie ihrem Ärger Luft machen, um mehr Geld zu erhalten. Nach wenigen Tagen erhalten sie einen Brief vom Arbeitsamt, in dem ihnen mitgeteilt wird, dass sie aufgrund ihrer Drohungen gegenüber den Beamten des Arbeitsamts ab sofort gar kein Arbeitslosengeld mehr erhalten werden.
Da sie kein Geld mehr erhalten, beschließen sie, für ihren Konsum nichts mehr zu bezahlen. Stattdessen stehlen sie Dosenbier im Supermarkt, ihr Mittagessen am Dorfimbiss und Benzin für ihren grünen Opel Manta an der Tankstelle. Als Gerichtsvollzieher und Polizei vor Richards Haustür auftauchen, kassieren diese Schläge, aber kein Bargeld. Ein Fernsehsender aus Nordbrabant erfährt von den Aufständischen aus Maaskantje und schickt ein Reporterteam dorthin, um mit den fünf Jungs ein Interview zu drehen. Das durch das Interview erhaltene Geld rinnt den Jungs jedoch sofort wieder durch die Hände.
Als weitere Einwohner der Region sich an dem Vorbild der „New Kids“ orientieren, kommt es in verschiedenen Orten zu Ausschreitungen. Die lokale Polizei stellt sich als unfähig heraus, wieder Herr der Lage zu werden. Daraufhin beschließt die niederländische Regierung, Maaskantje mit einer gigantischen Bombe auszuradieren. Der Angriff trifft jedoch zunächst den Nachbarort Schijndel, woraufhin sich die New Kids bei einem alten Waffennarren mit Waffen aus dem Zweiten Weltkrieg versorgen, um ihr Dorf zu verteidigen. Die Einwohner Maaskantjes verlassen ihr Dorf, als sie erfahren, dass die Regierung Spezialtruppen zur Räumung ausgesandt hat.
Schließlich gelingt es den fünf Jungs, die heranrückenden Truppen in einem ausschweifenden Feuergefecht in die Flucht zu schlagen.
Der örtliche Polizist lässt jedoch keine Gnade walten und verhaftet die fünf Unruhestifter. Diese werden vom Gericht trotz einer langen Liste von Straftaten nur zu jeweils 240 Stunden sozialer Arbeit verurteilt.

## Entstehung
| Figur                 | Darsteller           | Deutscher Sprecher |
| --------------------- | -------------------- | ------------------ |
| Richard Batsbak       | Huub Smit            | Huub Smit          |
| Robbie Schuurmans     | Steffen Haars        | Steffen Haars      |
| Gerrie van Boven      | Tim Haars            | Tim Haars          |
| Rikkert Biemans       | Wesley van Gaalen    | Wesley van Gaalen  |
| Barrie Butsers        | Flip van der Kuil    | Flip van der Kuil  |
| Peter Vernhout        | Daan van Dijsseldonk | Marius Clarén      |
| Manuela van Grunsven  | Nicole van Nierop    | Svantje Wascher    |
| D’N Dave              | Guido Pollemans      | Tobias Müller      |
| Henk Snackbar         | Ruud Matthijssen     | Bernhard Völger    |
| Polizist Adrie        | Bart De Rijk         | Tim Moeseritz      |
| Chief Commissioner    | Filip Bolluyt        | Uwe Jellinek       |
| Reinout Oerlemans     | Reinout Oerlemans    | Boris Tessmann     |
| Gerries Chef          | Patrick Stoof        | Tommy Morgenstern  |
| Müllwagenfahrer       | Roy Reymound         | Dennis Schmidt-Foß |
| Gerichtsvollzieher    | Rutger de Bekker     | Dirk Müller        |
| Rikkerts Chef         | Hans Teeuwen         | Viktor Neumann     |
| Vorarbeiter           | Frank Lammers        | Lutz Schnell       |
| Joost van Gaalen      | Joost van Gaalen     | Tilo Schmitz       |
| Verteidigungsbeamter  | Henry Van Loon       | Sven Hasper        |
| Verteidigungsminister | Harry van Rijthoven  | Peter Reinhardt    |
| Maler                 | Theo Maassen         | Frank Schröder     |
| Richter               | Jaap Spijkers        | Thomas Hailer      |
| Waffennarr            | Ad van Kempen        | Jürgen Kluckert    |
| Peter Kelder          | Antonie Kamerling    |                    |
| LKW-Fahrer            | Lars Boekhorst       |                    |
| Gerries Mutter        | Karin Bruers         |                    |
| Nicky                 | Djim Leenheers       |                    |
| Danny                 | Samuel Both          |                    |
| Lumberjack            | Peter Aerts          |                    |
| Paul Elstak           | Paul Elstak          |                    |

Am 16. April 2010 wurden Pläne zur Produktion des Films angekündigt, die Dreharbeiten für den Film begannen am 29. Juni 2010. Der Film wurde in der niederländischen Provinz Nordbrabant in Maaskantje, ’s-Hertogenbosch, Schijndel, Den Dungen, Heeswijk-Dinther sowie Sint-Michielsgestel gedreht. Die Drehorte in Noord-Holland lagen in Amsterdam und Hoofddorp. Die Schauspieler Steffen und Tim Haars sind Brüder und stammen aus Maaskantje. In weiteren Gastrollen sind der niederländische Kabarettist Theo Maassen als betrunkener Gast in einer Kneipe, der Kabarettist Hans Teeuwen als Rikkerts Chef der Autowerkstatt, der Drehbuchautor und Schauspieler Ad van Kempen als Landwirt und Waffennarr, der Kampfsportler Peter Aerts als Kampfsportler Lumberjack sowie Techno-DJ Paul Elstak, der sich selbst spielt, zu sehen.
Schultenbräu, das Bier, das die New Kids gerne trinken, gibt es tatsächlich und wird in niederländischen und deutschen Aldi-Filialen verkauft.
Wie auch in der Fernsehserie New Kids synchronisierten sich die fünf Hauptdarsteller selbst. Für die übrigen aus der Fernsehserie bekannten Rollen waren bei der Synchronisation ebenfalls dieselben Synchronsprecher wie in der Fernsehserie tätig. So wurde Daan van Dijsseldonk von Marius Clarén, Nicole van Nierop von Svantje Wascher und Guido Pollemans von Tobias Müller synchronisiert.

DJ Paul Elstak schrieb Turbo, den Titelsong des Films. In dem zugehörigen Video sind Ausschnitte aus dem Film zu sehen. Der Titel ist zugleich im Abspann des Films zu hören. Der Song Friends Turbo wurde von Scooter extra für den Film geschrieben. Das Musikvideo drehte Scooter zusammen mit Tim Haars. Am 28. Januar 2011 wurde der Soundtrack vom Plattenlabel Cloud 9 Music BV veröffentlicht, der 36 Titel enthält.
| #  | Titel                                      | Interpret                             | Dauer |
| -- | ------------------------------------------ | ------------------------------------- | ----- |
| 1  | Friends Turbo (Movie Version)              | Scooter                               | 3:20  |
| 2  | Turbo                                      | New Kids feat. Paul Elstak            | 3:34  |
| 3  | The Promised Land                          | Paul Elstak                           | 3:23  |
| 4  | Rave On (Feat. J. Voermans)                | Paul Elstak                           | 3:41  |
| 5  | Life Is Like A Dance                       | Paul Elstak                           | 3:30  |
| 6  | Rainbow in the Sky                         | Paul Elstak                           | 3:28  |
| 7  | Luv U More (K & A’s Radio Blast)           | Paul Elstak                           | 3:52  |
| 8  | Blood Sweat & Hardcore (Part II)           | Paul Elstak feat. Firestone & Ruffian | 3:16  |
| 9  | Ik Ben Ronnie                              | Ronnie                                | 3:44  |
| 10 | I Love You Females                         | De Female Lovers                      | 2:57  |
| 11 | Broodje Bakpao                             | The Opposites feat. Gers & Stef       | 3:15  |
| 12 | Me Nikes                                   | The Opposites feat. Sef               | 2:49  |
| 13 | Groeten Uit Brabant!                       | New Kids                              | 2:34  |
| 14 | To Work All Ok But Get Fired! (Film Score) | Tom Holkenborg                        | 0:54  |
| 15 | No Social Security (Film Score)            | Tom Holkenborg                        | 1:07  |
| 16 | Mishubischi Dave (Film Score)              | Tom Holkenborg                        | 0:59  |
| 17 | No Money (Film Score)                      | Tom Holkenborg                        | 0:38  |
| 18 | TV Item (Film Score)                       | Tom Holkenborg                        | 1:44  |
| 19 | Like a Virgin (Film Score)                 | Tom Holkenborg                        | 0:43  |
| 20 | The News Today (Film Score)                | Tom Holkenborg                        | 1:13  |
| 21 | To Fight And Win! (Film Score)             | Tom Holkenborg                        | 0:46  |
| 22 | Straight for the Kill (Film Score)         | Tom Holkenborg                        | 1:47  |
| 23 | Such a Lovely Dog (Film Score)             | Tom Holkenborg                        | 1:47  |
| 24 | Police!! (Film Score)                      | Tom Holkenborg                        | 2:13  |
| 25 | All That Money (Film Score)                | Tom Holkenborg                        | 0:44  |
| 26 | Nazi (Film Score)                          | Tom Holkenborg                        | 1:11  |
| 27 | Death Among Us (Film Score)                | Tom Holkenborg                        | 1:27  |
| 28 | Peter Vernhout’s Story (Film Score)        | Tom Holkenborg                        | 1:47  |
| 29 | Manuela Part I (Film Score)                | Tom Holkenborg                        | 1:15  |
| 30 | Manuela Part II (Film Score)               | Tom Holkenborg                        | 0:45  |
| 31 | Fight the Helmets Part I (Film Score)      | Tom Holkenborg                        | 2:00  |
| 32 | Fight the Helmets Part II (Film Score)     | Tom Holkenborg                        | 0:50  |
| 33 | Dad (Film Score)                           | Tom Holkenborg                        | 1:53  |
| 34 | Fight the Helmets Part III (Film Score)    | Tom Holkenborg                        | 1:33  |
| 35 | Your First F**k (Film Score)               | Tom Holkenborg                        | 2:01  |
| 36 | In Court (Film Score)                      | Tom Holkenborg                        | 1:51  |

## Rezeption
Moviepilot vergab 4.2 von 10 Punkten.
Die Redaktion von Movieman.de urteilt, das Konzept, „das jenseits jeglichen guten Geschmacks konsequent Dummheit und Brutalität miteinander vereint, geht auch als Langfilm auf. Zwar mag der provokante Humor, der ohne Kompromisse planlos unter die Gürtellinie feuert, nicht jedermanns Geschmack treffen, doch man muss ihm lassen, dass er es geschickt schafft, wirklich keine einzige Peinlichkeit auszulassen.“ Der Humor sei „so derb und rasant, dass es schon wieder Spaß macht“. „Unterm Strich werden sich bei »New Kids Turbo« besonders Fans von »Borat«, »Bruno« oder »Napoleon Dynamite« wohl fühlen.“
Laut Meinung von Peter Osterried aus der Redaktion von Cineman.ch handelt es sich bei dem Film um eine „respektlose Anarcho-Komödie“, die er mit den Flodders vergleicht. „Die Geschichte, die die Aneinanderreihung von Gags zusammenhält, ist sehr dünn, nimmt sich aber auch nicht allzu ernst. […] Der Film imitiert und persifliert dabei die Bildsprache zeitgenössischen Action-Kinos. […] Das Ergebnis ist ein unerhört witziger, sich Gossensprache bedienender Film, der den Asozialen von heute zum Helden von morgen hochstilisiert.“
Stefan Geisler von Filmstarts sah „die fünf niederländischen Vollproleten“ auf ihrem „Kreuzzug gegen die Wächter des guten Geschmacks“. „Egal ob man den Humor der »New Kids« nun mag oder nicht, einen gewissen Kult-Faktor kann man der Sendung nicht absprechen. […] Diese Überdosis Blödheit lässt sich in kleinen Dosen ganz gut ertragen, wirkt aber bereits nach der ersten Viertelstunde ziemlich ermüdend. […] »New Kids Turbo« entpuppt sich als eine Aneinanderreihung von kurzen Sketchen die durch ein Handlungsgerüst nur notdürftig zusammengehalten werden. […] Wirklich gelungen ist hingegen die deutsche Synchronisation. Kein Wunder, schließlich haben diesen Job die holländischen Hauptdarsteller, wie auch schon in den kurzen TV-Clips, gleich selbst übernommen. Fans der Serie werden mit diesem Brachialhumor-Streifen sicherlich ihren Spaß haben, sind doch selbst alle Nebendarsteller der kurzen Clips wieder mit von der Partie. Alle, die über die Serie schon nicht lachen konnten, werden diesen Film hingegen wohl selbst sturzbetrunken nicht schadlos überstehen.“
Cinema meint, „Wer sich bei „Jackass“ oder einst „Familie Flodder“ weggeschmissen hat, wird hier seinen  Spaß haben. Die „New Kids Turbo“ sind eindeutig nicht „pc“, sie sind rassistisch, sexistisch, frauenfeindlich, asozial und weit unter der Gürtellinie – also genau der richtige Film, um sich mal gepflegt unter Niveau zu amüsieren“. Das Fazit der Seite lautet: „Grenzwertiger Prollspaß aus dem niederländischen Grenzland.“
Das Lexikon des internationalen Films bezeichnet New Kids Turbo als „[e]pisodenhaft erzählte[n] Versuch einer Satire, die sich als vulgäre, frauenfeindliche und vor allem homophobe Klamotte gefällt“, in Form von „derbem, visuell unoriginellem Slapstick und einem waffenstrotzenden Showdown“ werden dabei „bekannte Versatzstücke bedient“.
Bei den Rembrandt Awards wurde New Kids Turbo als Bester niederländischer Film sowie das Titellied von Paul Elstak als Bester Filmhit ausgezeichnet.

## Veröffentlichung & Fortsetzung
In den Wochen vor der Premiere strahlte Comedy Central regelmäßig Szenen des Making-ofs der Filmproduktion aus. Die Premierenfeier des Films fand am 7. Dezember 2010 in Den Bosch statt. Ab dem 9. Dezember 2010 war der Film in den niederländischen Lichtspielhäusern zu sehen. Bereits am Premierenabend stellte der Film mit 32.000 Besuchern einen neuen Rekord in den Niederlanden auf. Schließlich erreichte er mit 57.000 Zuschauern den Rekord, die meisten Besucher in den Niederlanden an einem Tag in die Kinos zu locken.
Nach drei Tagen erhielten die Produzenten die Auszeichnung des Goldenen Films für 100.000 Zuschauer. Elf Tage nach der Veröffentlichung in den Niederlanden wurde der Film mit dem Platinstatus für 400.000 Besucher ausgezeichnet. Zudem erreichte New Kids Turbo in den Niederlanden am schnellsten den Diamantstatus für 1.000.000 Besucher, er brauchte einen Tag weniger als der vorherige Rekordhalter Love Life – Liebe trifft Leben.
Mit dem Untertitel Niemand fickt mit Maaskantje erschien der Film am 3. Februar 2011 auch in deutscher Sprache in den niederländischen Kinos von Eindhoven, Den Bosch, Nijmegen, Heerenveen, Panningen, Venray, Winterswijk und Hengelo. Der Kinostart für New Kids Turbo in Deutschland war der 21. April 2011. In Deutschland sahen am ersten Wochenende 203.000 Besucher New Kids Turbo und verhalfen dem Film somit auf Platz 1 in den deutschen Kinocharts. New Kids Turbo hatte somit den erfolgreichsten niederländischen Filmstart in Deutschland. Insgesamt lockte der Film 471.539 Besucher in die deutschen Kinos.
Das Budget des Films wurde auf 1,5 Millionen Euro geschätzt, welches am Startwochenende in den Niederlanden mit Einnahmen von über 1,6 Millionen Euro wieder eingespielt wurde. Bis Mitte Februar beliefen sich die Einnahmen in den niederländischen Kinos auf knapp 8,8 Millionen Euro. In den Niederlanden erschien der Film am 12. April 2011 auf DVD und Blu-ray, die deutschsprachige Version erschien am 1. September 2011. Am 26. April 2014 wurde die deutschsprachige Version erstmals im deutschen Fernsehen auf ProSieben gesendet.
Der zweite New-Kids-Kinofilm New Kids Nitro feierte am 8. Dezember 2011 Premiere in den Niederlanden. In Deutschland war der Film erstmals am 4. Januar 2012 zu sehen.